# Пуњене паприке
Пуњене паприке је јело које је познато широм света. Главни састојак јесте паприка која се пуни разним састојцима као што су пиринач, месо, сир или неки сосеви. 
У Србији се ово јело прави од паприке, пиринча и меса. У Јужној Србији се јело назива и бутане шушпе а прави се од сувих паприка.  Такође се у пиротском округу пуни паприка са орасима и празилуком. 
Српске домаћице често заједно са паприкама, истовремено пуне и тиквице истим надевом, и кувају их заједно (налик долми у муслиманској традицији).